# Casa de Luis Raya
La Casa de Luis Raya es un inmueble de estilo art decó aerodinámico situado en la Avenida de la Democracia, 12 del Ensanche Modernista en la ciudad española de Melilla y forma parte del Conjunto Histórico Artístico de la Ciudad de Melilla, un Bien de Interés Cultural.

## Historia
Fue construido en 1932 según diseño del arquitecto Francisco  Hernanz para el contratista Luis Raya.

## Descripción
Está construido en ladrillo macizo. Dispone de planta baja y cuatro sobre esta.
Sus fachadas son extremadamente austeras, con bajos sin apenas decoración, un mirador poligonal, balcones con rejas sin ornamentación ni moldura y pilastras que acaban en remates redondeados.